# جبل علياء
جبل علياء هي بلدية تقع في مقاطعة طرويل في أرغون في إسبانيا. بلغ عدد سكان البلدية 79 نسمة وفقًا لتعداد عام 2004 (INE).